# Nicolas Hartmann
Nicolas Hartmann (nacido el 3 de marzo de 1985 en Altkirch) es un ex ciclista francés que debutó en 2005 con el equipo Cofidis. Se retiró tras un año en las filas del modesto Bretagne-Schuller.

## Palmarés
2007
- 1 etapa del Tour del Porvenir

## Resultados en las Grandes Vueltas
Giro de Italia
- 2008: 127.º

## Equipos
- Cofidis (2005-2008)
- Bretagne-Schuller (2009)

- Datos: Q648161